# Poličná
Poličná település Csehországban, Vsetíni járásban. Poličná Valašské Meziříčí, Jarcová, Kladeruby, Choryně, Branky és Oznice településekkel határos. Lakosainak száma 1765 fő (2024. január 1.).

## Népesség
A település lakosságának változását az alábbi diagram mutatja:
| Lakosok száma | 1067 | 1100 | 1173 | 1445 | 1526 | 1705 | 1722 | 1747 | 1716 | 1765 |
|               | 1869 | 1900 | 1921 | 1961 | 1980 | 2011 | 2016 | 2019 | 2021 | 2024 |